# داود باشا (والي مصر)
داود باشا ( تُوفي في سبتمبر 1549م ) سياسي عثماني كان حاكم إيالة مصر من أبريل 1538م حتى وفاته .
كان صديقاً لسلفه سليمان باشا الخادم الذي ساعده للحصول على المنصب، وكان كلا الرجلين في عداوة طويلة مع رستم باشا قبل يصبح الأخير صدراً أعظم في 1555م .
في ولايته توفى الخليفة العباسي المتوكل في شعبان 950هـ/1543م . وكان أخوه الخليفة يعقوب قد سبقه بالوفاة وبموت الخليفة المتوكل لم يخلفه عباسى اخر، وبذلك طويت صفحة العباسيين نهائياً كخلفاء.
تُوفي داود باشا في منصبه في سبتمبر 1549م بعد ولاية على مصر استمرت أكثر من 11 عاماً .